# Tvornica i rafinerija špirita i ugljične kiseline Kreka
Tvornica i rafinerija špirita i ugljične kiseline, popularno Špiritana, bivša tvornica u Kreki.

## Povijest
Sagrađena je devet godina nakon austro-ugarskog zaposjedanja Bosne i Hercegovine, 1887. godine. Bila je vlasništvom bečkog poduzetnika Mirka Fišle i njegovih sinova. Bila je to prva tvornica špirita u BiH. Tvornica je uz ugljičnu kiselinu proizvodila i kvasac. Kroz povijest je mijenjala i vlasnike i namjenu. 1901. godine preimenovana je u Prvu bosansku špiritanu. Stanovnici Kreke zvali su je Špiri. Dimnjak ove tvornice bio je simbol urbanog industrijskog uzleta nulte kategorije. Dimnjak iz Špiritane nerijetko je bio dio tuzlanskih razglednica.
Tvornica je oštećena u ratnim razaranjima pa se nakon partizanskog zauzimanja u rujnu 1944. godine prešlo na osposobljavanje. U partizanskim se ratnim bolnicama špirit koristio kao dezinfekcijsko sredstvo no i kao zamjena alkoholu. U "Špiri" su ključni majstori za tehnološke procese bili Česi Bogumil "Boško" Najtek i Vaclav Hudi,  koji su i pomogli u osposobljavaju rujna 1944. godine. Uz pogone za proizvodnju špirita i kvasca, instalirano je i postrojenje za destilaciju nafte. Do gradnje se prišlo zbog sveopće nestašice benzina, zbog čega sva zaplijenjena vozila nisu mogla voziti. Vojo Ljujić je pokrenuo pitanje prerade nafte u Špiritani, jer je znao da se nafta na području Majevice skupljala u bazene, i o Englezima koji su na tim lokacijama prije 1941. godine pravili bušotine za istraživanja pojave nafte. Uskoro je organizirano vađenje, prikupljanje i transport nafte do Špiritane. Inženjeri Salom Šuica i Hari Kren iz Tvornice sode u Lukavcu su angažirani na izgradnji postrojenja za destilaciju nafte. Kren je analizirao naftu i utvrdio da se iz nje može dobiti benzin dobre kakvoće. Specificira oje materijale i nacrte za destileriju nafte. Radnici Špiritane i Mehaničke radionice Rudnika u Kreki izgradili su i postavili postrojenja. Na izradi su sudjelovali Vaclav Hudi, Drago Puškarić, Boško Petrašek, Vaclav Suha, Mustafa Bešlagić i dr. Proljeća 1945. u krugu tvornice proradila je i mala rafinerija nafte, Prva partizanska rafinerija nafte, čija je ratna dnevna proizvodnja od 300 litara benzina neprekidno tekla. Sve proizvedeno bilo je namijenjeno vojnim postrojbama. Proizvodnja se nastavila i poslije rata, do konca 1945. godine. Onda je eksplodirao plin, izbio je požar i postrojenje je izgorilo u požaru.
Majstor Najtek je do odlaska u mirovinu radio u Špiritani, bavio se slikanjem, a umro je i sahranjen u Popovači 1972. godine.
Privatizirana je među prvim poduzećima koje su privatizirane u neovisnoj BiH. Poslovala kao Tvornica kvasca KVIN. Još polovicom 1998. poslovnim planom određena je proizvodnja 4.000 tona kvasca, polovica čega je bila namijenjena inozemnom tržištu, na koje se trebalo plasirati preko turskog partnera. Planiralo se pokretanje linije aditiva. Sklopljen je ugovor o zajedničkom ulaganju s turskim poslovnim čovjekom Garipoglom Hayyamom. Među prvima ugašena nakon privatizacije. Od tada se uništavaju poslovni objekti. Radnici su poslani na evidenciju Službe za zapošljavanje, a nitko nije odgovarao za neuspjelu privatizaciju. Kako se ugasila proizvodnja, tako su Špiritanina zgrada i zemljište prodani. Bilo je zamišljeno da se dimnjak sačuva i posluži kao reklamni pano, zbog čega i nije odmah srušen. Ostatci tvornice srušeni su davno, i još je bio ostao manji dio tvornice s dimnjakom. Godinama poslije je ovaj prostor bio gradsko ruglo. Ovamo su zalazili tek lovci na metal tražeći materijal koji će prodati vlasnicima otpada sekundarnih sirovina. Njen dimnjak visok 47 metara srušen je kasnog proljeća 2015. godine. Prostor bivše tvornice kupila je tvrtka Bingo iz Tuzle, a po ondašnjim neslužbenim najavama ovdje su planeri odlučili graditi najveći trgovački centar na Balkanu.

## Vanjske poveznice
- (boš.) SEEbiz.eu Kako je pokopana kemijska industrija Tuzle
- Narod.hr DW: kako je pokopana kemijska industrija Tuzle – pozadina nemira